# 鲁克沁镇
鲁克沁镇，是中华人民共和国新疆维吾尔自治区吐鲁番市鄯善县下辖的一个行政建制镇。
唐朝貞觀年间，唐灭高昌國，改置柳中县，贞元中地入吐蕃，后为西州回鹘地。今鲁克沁镇境内有柳中古城遗址。柳中的回鹘语音名为Lükčüng，由回鹘语转换回汉语，又有六种、鲁陈、吕中、鲁克尘、柳城、鲁珍城等汉译名，即今鲁克沁镇:33。

## 行政区划
鲁克沁镇下辖以下地区：
阔纳夏村、英夏买里村、迪汗苏村、吐格曼布依村、塞尔克甫村、阿曼夏村、三个桥村、牧业队、木卡姆村和萨依克尔村。